# エリカ (小惑星)
エリカ (636 Erika) は小惑星帯に位置する小惑星である。マサチューセッツ州タウントンでジョエル・ヘイスティングス・メトカーフによって発見された。名前の由来は不明。